# Pragnienie (powieść)
Pragnienie (norw. Tørst) – powieść kryminalna norweskiego pisarza Jo Nesbø, opublikowana w 2017 r. Pierwsze polskie wydanie ukazało się w tym samym roku nakładem Wydawnictwa Dolnośląskiego, w tłumaczeniu Iwony Zimnickiej.
Kobieta, która umówiła się na randkę przez internet, zostaje znaleziona martwa. Ślady pozostawione na jej ciele wskazują, że morderca jest wyjątkowo bezwzględny. Presja mediów i społeczeństwa, by znaleźć mordercę, jest na tyle duża, że policja zwraca się do Harry'ego Hole. Niepokorny detektyw podejmuje śledztwo dopiero, gdy zaczyna podejrzewać, że morderstwo ma związek z jego nierozwiązaną sprawą z przeszłości.